# 桜飯
桜飯（さくらめし）は、醤油味で具のない炊き込みご飯である。
研いだ米に醤油、塩や酒や味醂や出汁などを加え炊き上げたものである。

## 概要
いわゆる醤油飯、関東地方で言うところの茶飯（ちゃめし）、黄枯（きがら）茶飯の異称である。
東京では主におでんと共に食べられる。
静岡県の特に遠州地方の浜松市周辺ではさくらごはん、おさくらと呼ばれ、合格祈願の縁起物として受験日の昼食に炊いて持っていくことがある。また、学校給食に出され、人気のメニューとなっている。

## 醤油飯以外の桜飯
- 塩漬けの桜の花を散らしたご飯のことも「桜飯」と呼ぶ。
- 蛸を入れた炊き込みご飯を「桜飯」と呼ぶこともある。蛸の色でご飯が桜色に染まるからとも、薄く輪切りにした蛸の足を桜の花に見立てたものとも言われる。
- 新潟県の一部では、大根の味噌漬をみじん切りにして混ぜ込んだご飯を「桜飯」と呼ぶ[2][リンク切れ] 。
- 梅干しや赤紫蘇や桜漬け大根や桜でんぶなどでピンクに着色したご飯のことを「桜飯」と呼ぶ例も散見される。